# 拉讷普拉
拉讷普拉（法語：Lanneplaà，法語發音：[lanpla]）是法国大西洋比利牛斯省的一个市镇，位于该省北部偏西，属于波城区。

## 地理
拉讷普拉（43°27'42"N, 0°49'15"W）面积7.26 平方千米，位于法国新阿基坦大区大西洋比利牛斯省，该省份为法国东南部省份，涵盖了贝阿恩与北巴斯克，西临大西洋比斯開灣，北至朗德省，东北接热尔省，东临上比利牛斯省，南与西班牙接壤。
与拉讷普拉接壤的市镇（或旧市镇、城区）包括：奥尔泰兹、洛皮塔勒多里永、奥藏克斯-蒙泰斯特吕克、萨勒蒙日斯卡尔。
拉讷普拉的时区为UTC+01:00、UTC+02:00（夏令时）。

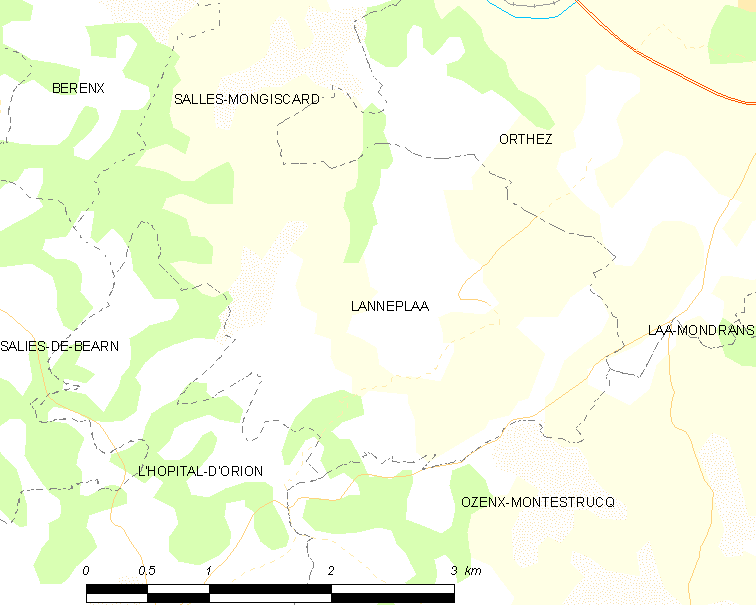
拉讷普拉的OSM定位图

## 行政
拉讷普拉的邮政编码为64300，INSEE市镇编码为64312。

## 政治
拉讷普拉所属的省级选区为奥尔泰兹-激流与盐之地县。

## 交通
大西洋比利牛斯省省道D23线经过其东南部。

## 人口

1962-2008年间拉讷普拉人口变化图示

拉讷普拉于2022年1月1日时的人口数量为303人。